# عملية عباد الشمس
عملية عباد الشمس (بالألمانية: Unternehmen Sonnenblume) هو الاسم الذي أطلقه الألمان على الحملة العسكرية التي شنتها دول المحور في شمال أفريقيا في فبراير عام 1941 خلال الحرب العالمية الثانية. دُمر الجيش الإيطالي العاشر بفعل هجمات بريطانيا وقوات الصحراء الغربية التابعة للحلفاء في عملية البوصلة (9 ديسمبر 1940 – 9 فبراير 1941). غادرت أول وحدات من الفيلق الأفريقي الألماني (Deutsches Afrikakorps) بقيادة الفريق إرفين رومل من نابولي، واتجهت إلى أفريقيا حتى وصلت إلى شواطئها في 11 فبراير 1941. (في البلاد الناطقة بالإنجليزية أضحى مصطلح «Afrika Korps» مصطلحًا عامًا يشير إلى جميع القوات الألمانية في شمال أفريقيا). وفي 14 فبراير وصلت وحدات فرقة بانزر 21، وكتيبة الاستطلاع الثالثة (Aufklärungsbataillon 3)، والمفرزة المضادة للدبابات رقم 39 (Panzerjägerabteilung 39) إلى طرابلس في ليبيا، وأُمروا على الفور بالتحرك إلى الخطوط الأمامية في سرت.
وصل رومل إلى ليبيا في 12 فبراير وهو يحمل أوامر بالدفاع عن إقليم طرابلس بأكمله، إلا أنه لجأ إلى استخدام أساليب عدوانية. وفي يوم 25 مارس تنحى مارشال إيطاليا رودولفو غراتسياني عن منصب حاكم ليبيا العام لصالح الجنرال الإيطالي إيطالو غاريبولدي، وأمره كلٌ من لواء الجيش ماريو رواتا ورئيس أركان الجيش الملكي الإيطالي ريجيو إزيرشيتو بوضع الوحدات الإيطالية الآلية في ليبيا تحت قيادة ألمانية. وصلت أول قوات ألمانية إلى سرت في 15 فبراير وتقدمت نحو النوفلية حتى وصلت إليها في 18 فبراير. وفي 24 فبراير تربصت فرقة غارات ألمانية بدورية حراسة بريطانية بالقرب من العقيلة. وفي 24 مارس تمكنت قوات المحور من السيطرة على العقيلة، وشنت غارة على الحلفاء في مرسى البريقة في 31 مارس. عجز لواء المدرعات الثالث البريطاني عن شن هجوم مضاد على الألمان، وتقهقروا نحو بنغازي في اليوم التالي.
تعطلت دبابات لواء المدرعات الثالث المتهالكة فور تحركها كما كان متوقعًا، وعجز اللواء عن منع قوات المحور من محاصرتهم في الصحراء بالقرب من برقة، ما اضطر فرق المشاة الكندية في بنغازي إلى التراجع على طول الطريق الساحلي الليبي. قسّم رومل قواته إلى أعمدة صغيرة لإجبار البريطانيين على التراجع بسرعة أكبر بقدر ما سمحت به موارد الماء والوقود الخاصة بقوات المحور. أُسر عدد كبير من الجنود البريطانيين في المخيلي، ما اضطر البريطانيين إلى الانسحاب من جديد نحو طبرق ومن ثم إلى الحدود الليبية المصرية. عجزت قوات المحور عن احتلال مدينة طبرق قبل أن يتأهب المدافعون عنها، واضطر رومل إلى تفريق قوات المحور إلى مجموعة لحصار طبرق، ومجموعة أخرى عند الحدود المصرية.
نجحت عملية عباد الشمس بسبب استهانة الجنرال أرشيبالد ويفل (رئيس أركان الحرب البريطاني في الشرق الأوسط) ورئيس الوزراء البريطاني ونستون تشرشل بقدرة الألمان على شن غارة على الحلفاء في أفريقيا. قلب رومل الطاولة على رأس الحلفاء بفعل جسارته التي لم يتوقعها البريطانيون رغم ما أفادت به التقارير الاستخبارية التي أدلت بها ألترا وجبهة الاستخبارات العسكرية البريطانية إم 14. بعثت بريطانيا عدة وحدات عسكرية إلى اليونان ومصر لاستبدال الوحدات المنهكة. أظهر بعض قادة قوات بريطانيا في برقة فشلهم وعدم أهليتهم، بالإضافة إلى اعتماد الجنرال وافيل على خرائط اتضح له لاحقًا أنها غير دقيقة. وفي عام 1949 علق وافيل في كتابه قائلًا: «من المؤكد أنني لم آخذ رومل في الحسبان بناءً على خبرتي السابقة مع الإيطاليين. كان عليّ أن أكون أكثر حكمةً...».

## خلفية

### غزو إيطاليا لمصر
خطط الإيطاليون لغزو مصر والاستيلاء على قناة السويس من قوات بريطانيا والكومنولث وفرنسا عن طريق تنفيذ العملية إي التي استهلت بها حملة الصحراء الغربية (1940–1943). وبعد فترات طويلة من التأخير، عدل الإيطاليون الخطة لتقتصر على اقتحام مصر والزحف إلى سيدي براني بالاستعانة بالجيش العاشر بقيادة المارشال رودولفو غراتسياني ومهاجمة جميع القوات البحرية البريطانية في تلك المنطقة. تقدم الجيش العاشر الإيطالي على عمق 105 كم (65 ميلًا) داخل مصر، ولكنه لم يواجه سوى قوات المسح البريطانية التابعة لفرقة المدرعات السابعة، ولم يواجه قوات البريطانيين الرئيسية في مرسى مطروح. وفي 16 سبتمبر توقف الجيش العاشر عن السير داخل مصر وتمركز الجنود في مواقع دفاعية محيطة بميناء سيدي براني، وذلك بهدف إنشاء معسكرات محصنة ريثما يصل المهندسون لإنشاء طريق يمتد من طريق ليبيا الساحلي حتى يصل إلى طريق النصر (via della vittoria) الذي يصل بين البردية في ليبيا وسيدي براني في مصر. أراد المارشال غراتسياني أن يستعين بهذا الطريق لجمع الإمدادات اللازمة لاستكمال مسيرة جيشه إلى مرسى مطروح التي تمركزت فيها فرقة المدرعات السابعة والفرقة الهندية الرابعة. تبعد مرسى مطروح 130 كم (80 ميلًا) شرقًا عن سيدي براني.

### عملية البوصلة
شنت القوة الصحراوية الغربية البريطانية بقيادة الفريق ريتشارد أوكونر هجومًا على الجيش العاشر الإيطالي في مصر الغربية وإقليم برقة في ليبيا الشرقية، واستمر القتال من ديسمبر 1940 إلى فبراير 1941. انطلقت قوات الصحراء الغربية بجيش قوامه 30 ألف رجل من مرسى مطروح لمواجهة الجيش الإيطالي في معركة دامت خمسة أيام. تألف الجيش الإيطالي من 150 ألف رجل في مواقع مُحصنة في سيدي براني وعدة مناطق أخرى غربًا بالقرب من الحدود الليبية. هُزم الجيش العاشر الإيطالي بسرعة خاطفة، واستعاد البريطانيون السيطرة على سيدي براني والسلوم، واستكملوا القتال في برقة للاستيلاء على البردية وطبرق ودرنة. وبعدها تعقب البريطانيون الجيش الإيطالي على طول الطريق الساحلي الليبي مرورًا بالجبل الأخضر متجهين نحو إقليم طرابلس الغربي. بعثت بريطانيا سربًا من الطيارات الخاصة لتحوم في الصحراء الواقعة جنوب الجبل الأخضر، واعترضت طريق آخر وحدات منظمة من الجيش العاشر الإيطالي في معركة بيدا فوم، وبعدها طاردت قوات الصحراء الغربية فلول الجيش الإيطالي حتى وصلت إلى العقيلة الواقعة في خليج سرت. أسر البريطانيون 138 ألف جندي إيطالي وليبي، واستولوا على مئات الدبابات، وما يزيد عن 1000 مدفعية وطائرة، ووصل عدد ضحايا تلك المعركة إلى 1900 رجل من القتلى والجرحى.
لم يتمكن البريطانيون من استكمال عملية البوصلة إلى أبعد من العقيلة نظرًا لصعوبة توصيل الإمدادات لقوات الصحراء الغربية من مسافة بعيدة مثل تلك، بالإضافة إلى أن وحدات الصفوف الأمامية كانت منهكة للغاية. وفي فبراير 1941 قرر رئيس الوزراء البريطاني تقليل عدد القوات في برقة وإرسال القوات الباقية إلى اليونان. بُعثت أكثر وحدات الصحراء الغربية خبرة وتدريبًا وتجهيزًا للقتال في معركة اليونان في مارس وأبريل من عام 1941. كانت الفرقة السادسة الأسترالية جاهزة للدفاع عن برقة، ولكن مركبات فرقة المدرعات السابعة كانت متهالكة. تألفت فرقة نيوزيلندا الثانية من لواءين فقط، ولم تحظى فرقة المشاة السادسة في مصر بأي أسلحة مدفعية وكانت تحت التدريب لإتمام عمليات جزر دوديكانيسيا. كانت الفرقة السابعة الأسترالية (بقيادة اللواء جون لافاراك) والفرقة التاسعة الأسترالية تحت التدريب وغير مُجهزتين للحرب، وكانت إحدى المجموعات البولندية تفتقر إلى المعدات. بالإضافة إلى ذلك، انفصل فوجان من المدرعات من فرقة المدرعات الثانية وانضما إلى فرقة المدرعات السابعة، وكانت معداتها متهالكة أيضًا بسبب انضمامها لعملية البوصلة. تألفت فرقة المدرعات تلك من فوجين من دبابات الفرسان المتهالكة، وفوجين من الدبابات الخفيفة؛ وعلاوة على ذلك، تُوفي قائد الفرقة بشكل مفاجئ وحل محله اللواء مايكل غامبير-باري.

## وصلات خارجية
- Chadwick, Rommel's First Offensive
- Kirkland Rommel's Desert Campaigns
- Italian tables of organisation
- British tables of organisation